# 군공메달

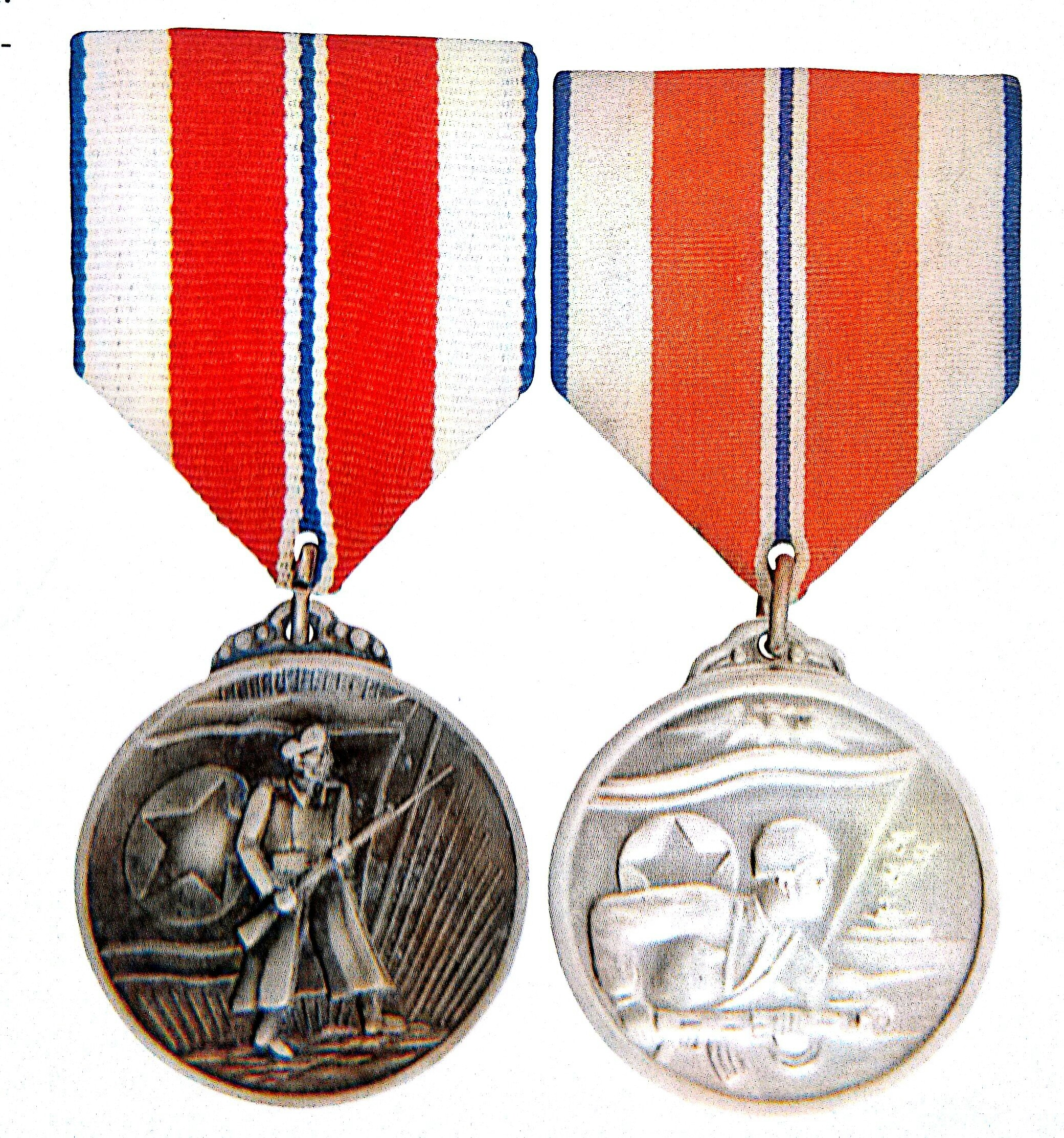
1949년 제정된 디자인과 1980년대 변경된 디자인

군공메달(軍功메달)은 1949년 6월 13일 조선민주주의인민공화국 최고인민회의 상임위원회 정령으로 제정된 메달로, 군사적 공로를 치하하기 위하여 수여된다.

## 바리에이션

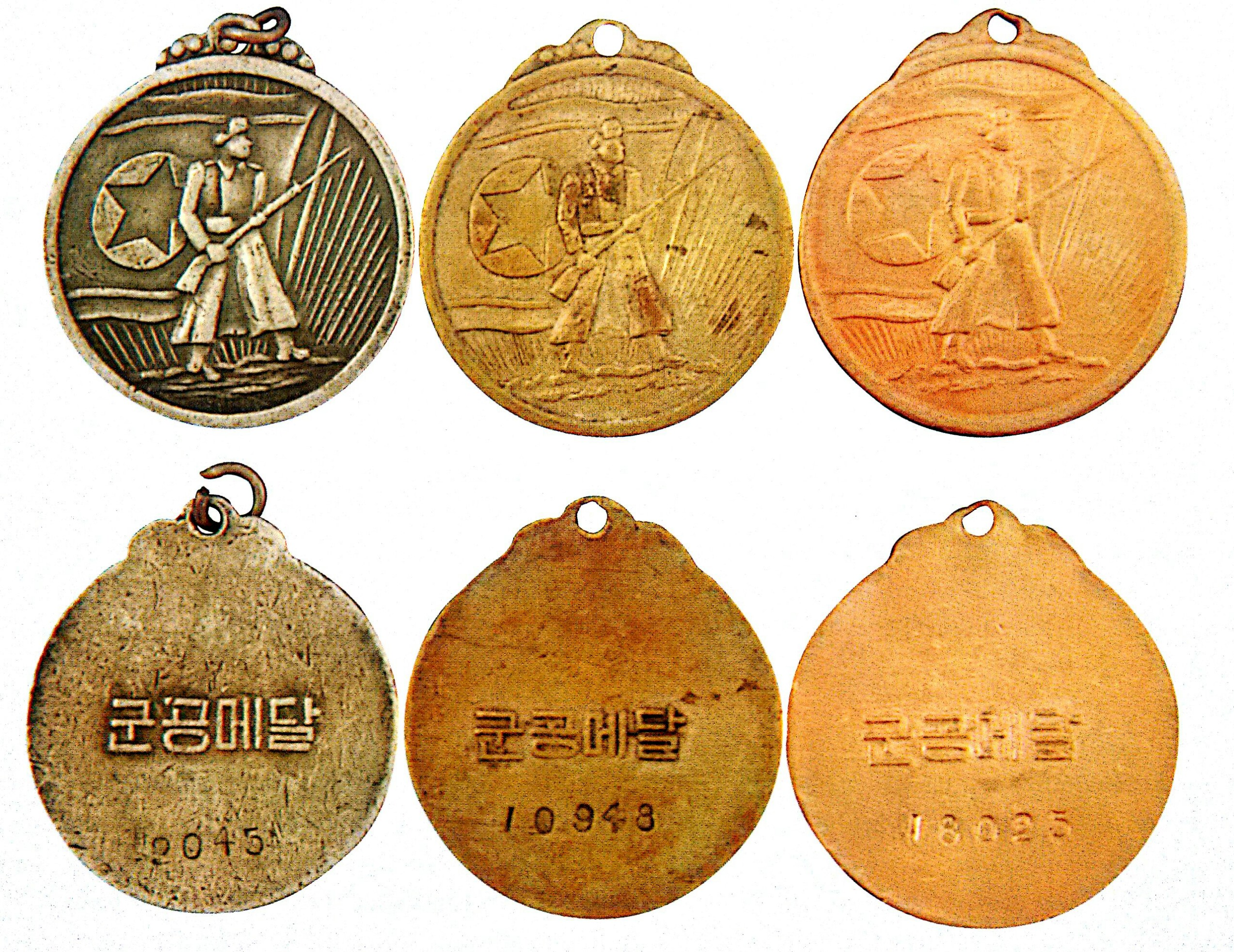
일련번호가 존재하는 1949년~한국전쟁 초기의 북한제 군공메달

1950년대 대부분의 군공메달이 소련의 화폐제조공사에서 생산되었으며 1949년의 메달 디자인은 1980년대에 변경되어 현재까지 쓰이고 있다.

## 참고 문헌
- Warren E. Sessler & Paul McDaniel jr. 《Military and civil awards of the Democratic People's Republic of Korea (DPRK)》, 2009
- William A. Boik 《Orders, Decorations, and Medals of the Democratic People's Republic of Korea》, 2008